# 向量空间的维数定理
數學分支線性代數中，向量空間的維數定理表明，向量空間的任意一組基，都具有相同數量的元素。基的大小可能有限，也可能無窮（此時其大小為基數）。基的大小定義為向量空間的維數。
形式上，向量空間的維數定理指出：
由於基是線性獨立的生成集，上述定理可由以下定理推出：
特別地，如果V有限生成，則每一組基皆為有限，並且具有相同數量的元素。在一般情況下，證明「任何向量空間都包含一組基」需要佐恩引理，並且實際上等價於選擇公理，但證明「基的大小唯一」只需要布尔素理想定理。